# Айсберг (ледовый дворец спорта)
Дворец зимнего спорта «Айсберг» — ледовый дворец спорта на 12 000 мест в поселке городского типа Сириус, с ледовой ареной (60×30 м) и тренировочным катком для фигурного катания и соревнований по шорт-треку (60×30 м), который использовался во время зимних Олимпийских игр 2014 года. Начало использования: октябрь 2012. Тестовым соревнованием Международного союза конькобежцев в декабре 2012 года стал финал Гран-при по фигурному катанию 2012/2013.

## Основные технические характеристики

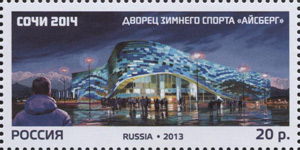
Марка с изображением Дворца зимнего спорта «Айсберг»

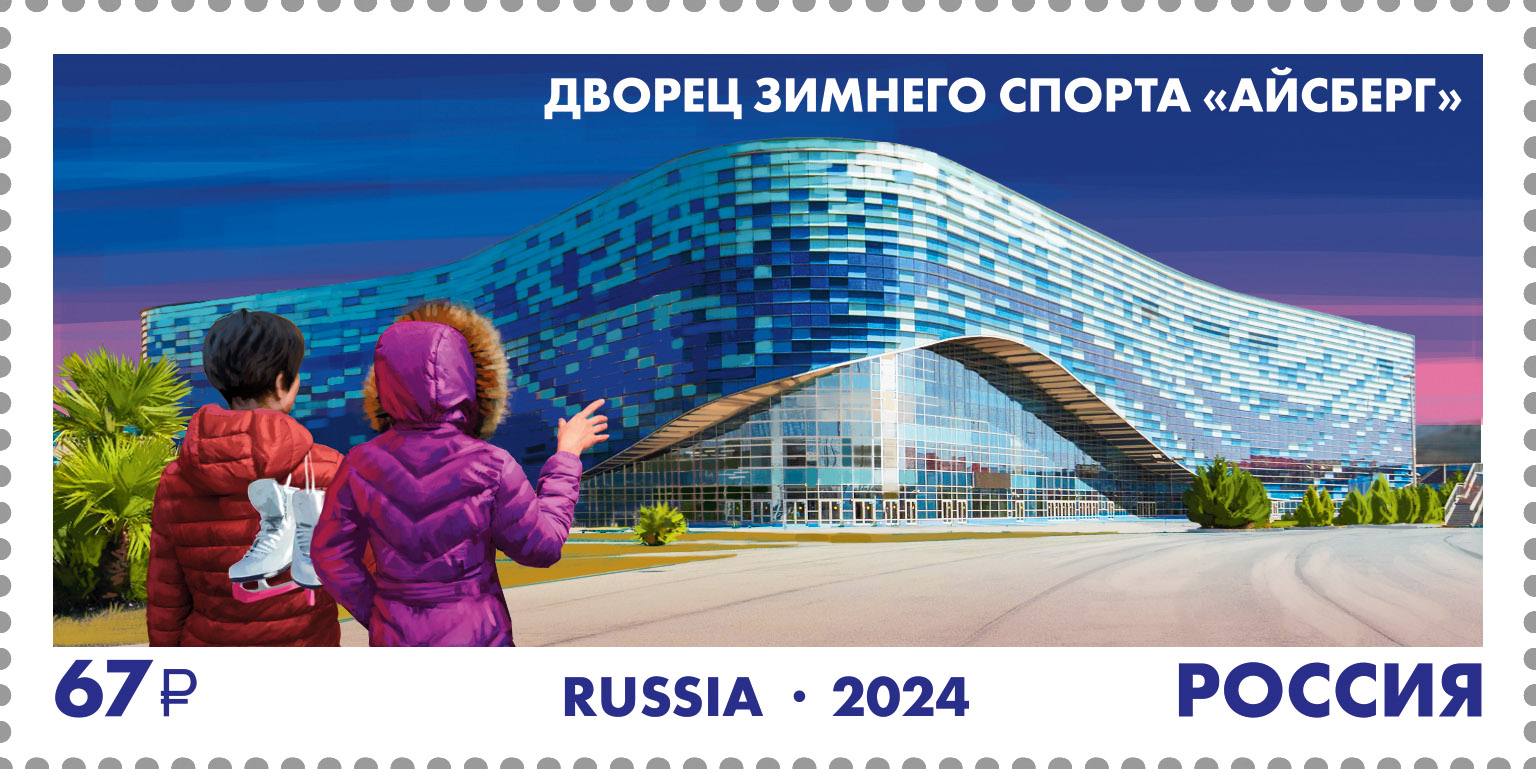
Почтовая марка России, 2024 год. Спортивные объекты Олимпийского парка. К 10-летию XXII Олимпийских зимних игр в г. Сочи. Дворец зимнего спорта «Айсберг»

- Почтовая марка России, 2024 год. Спортивные объекты Олимпийского парка. К 10-летию XXII Олимпийских зимних игр в г. Сочи. Дворец зимнего спорта «Айсберг»Вместимость — 12 000 мест;
- Площадь застройки — 20 670 м²;
- Общая площадь здания — 67 830 м².

## Соревнования
- «Кубок Федерации» по фигурному катанию — 6 октября 2012[3]
- Финал Гран-при по фигурному катанию сезона 2012/2013 — 6-9 декабря 2012[4]
- Чемпионат России по шорт-треку — 19-21 декабря 2012[5]
- Чемпионат России по фигурному катанию 2013 — 25-29 декабря 2012
- Чемпионат России по фигурному катанию 2014 — 22-27 декабря 2013
- Фигурное катание на зимних Олимпийских играх 2014 — 6-22 февраля 2014
- Шорт-трек на зимних Олимпийских играх 2014— 6-22 февраля 2014
- Чемпионат России по фигурному катанию 2015 — 24-28 декабря 2014

## «Айсберг» после Олимпиады
Изначально планировался демонтаж и перемещение в другой регион РФ. Ранее предполагалось, что после Олимпиады ледовая арена для фигурного катания будет перепрофилирована под велотрек олимпийского стандарта (250 метров). Позднее эта информация не подтвердилась.Также в нем проводится международный хоккейный турнир "Кубок Черного Моря" среди молодежных сборных.
С 4 по 8 июля комплекс "Айсберг" принял чемпионат России по вольной борьбе 2019, где  отбирались спортсмены на предолимпийский чемпионат мира, который прошёл в Казахстане осенью 2019 года.
На сентябрь 2019 года было намечено проведение чемпионата мира по боксу 2019 но в итоге его перенесли в Екатеринбург.

## Галерея

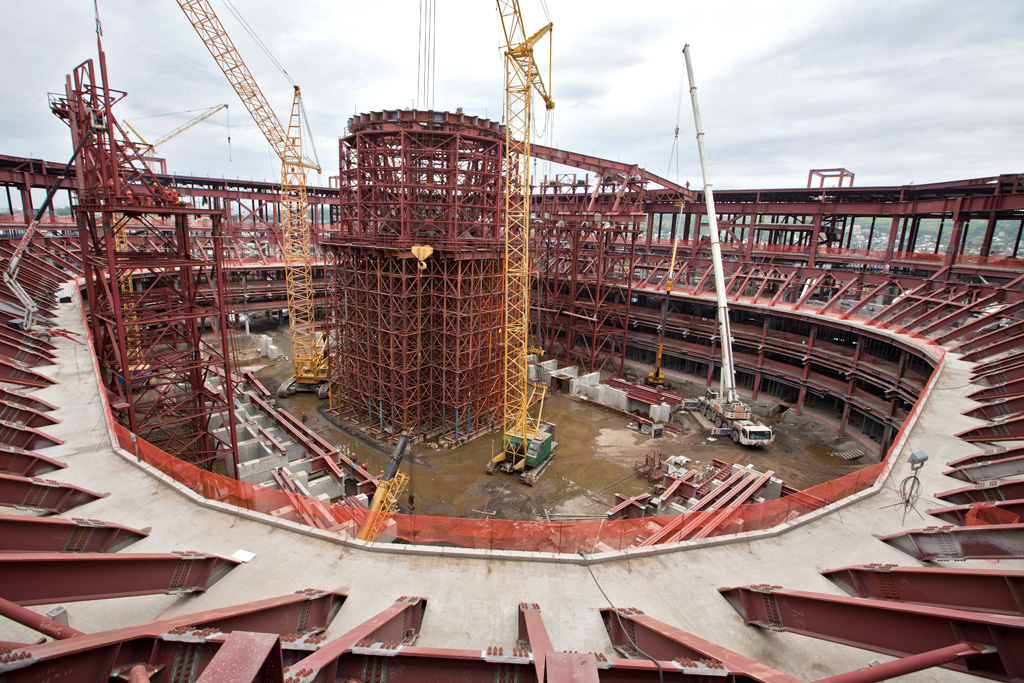
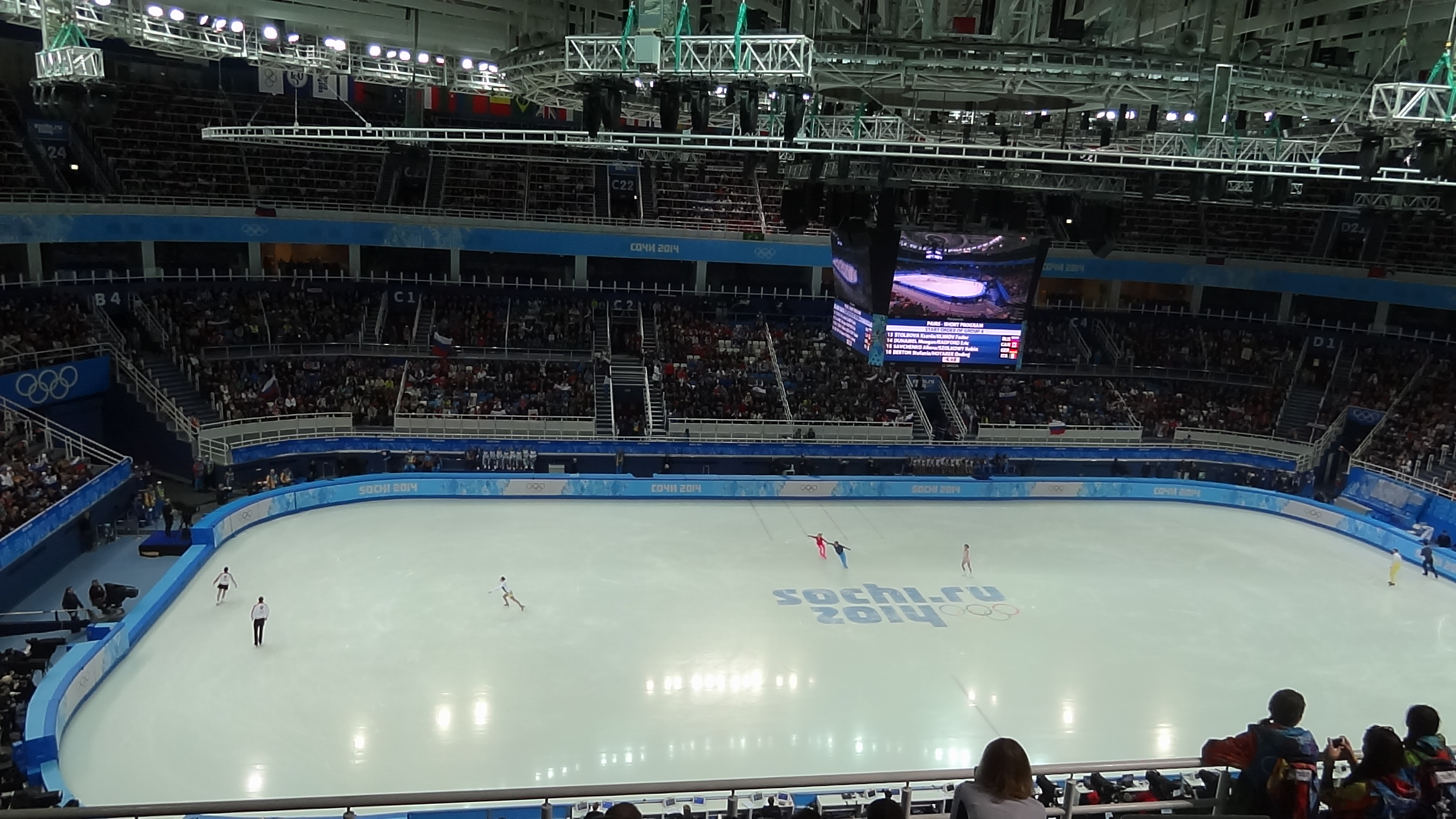
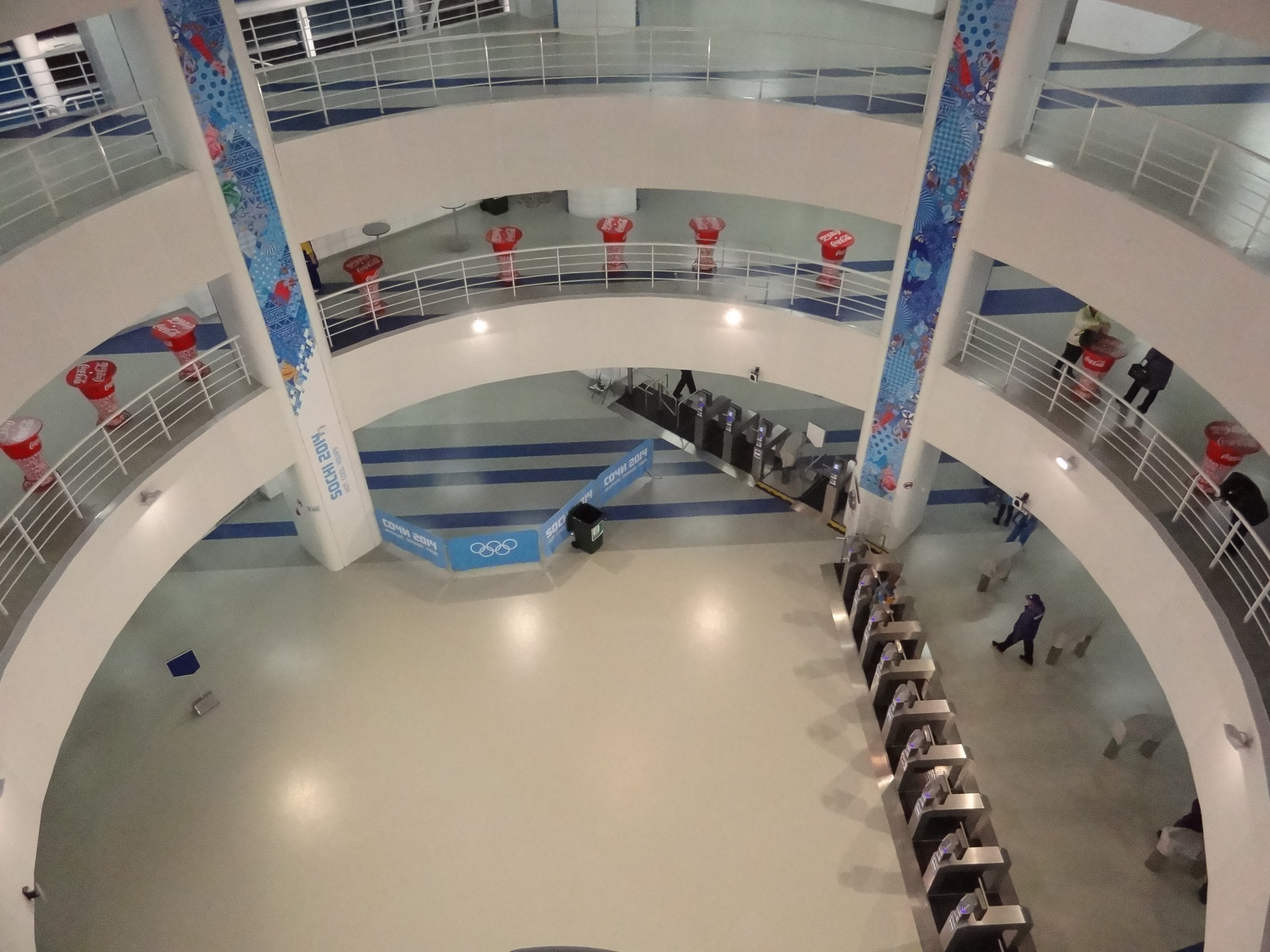

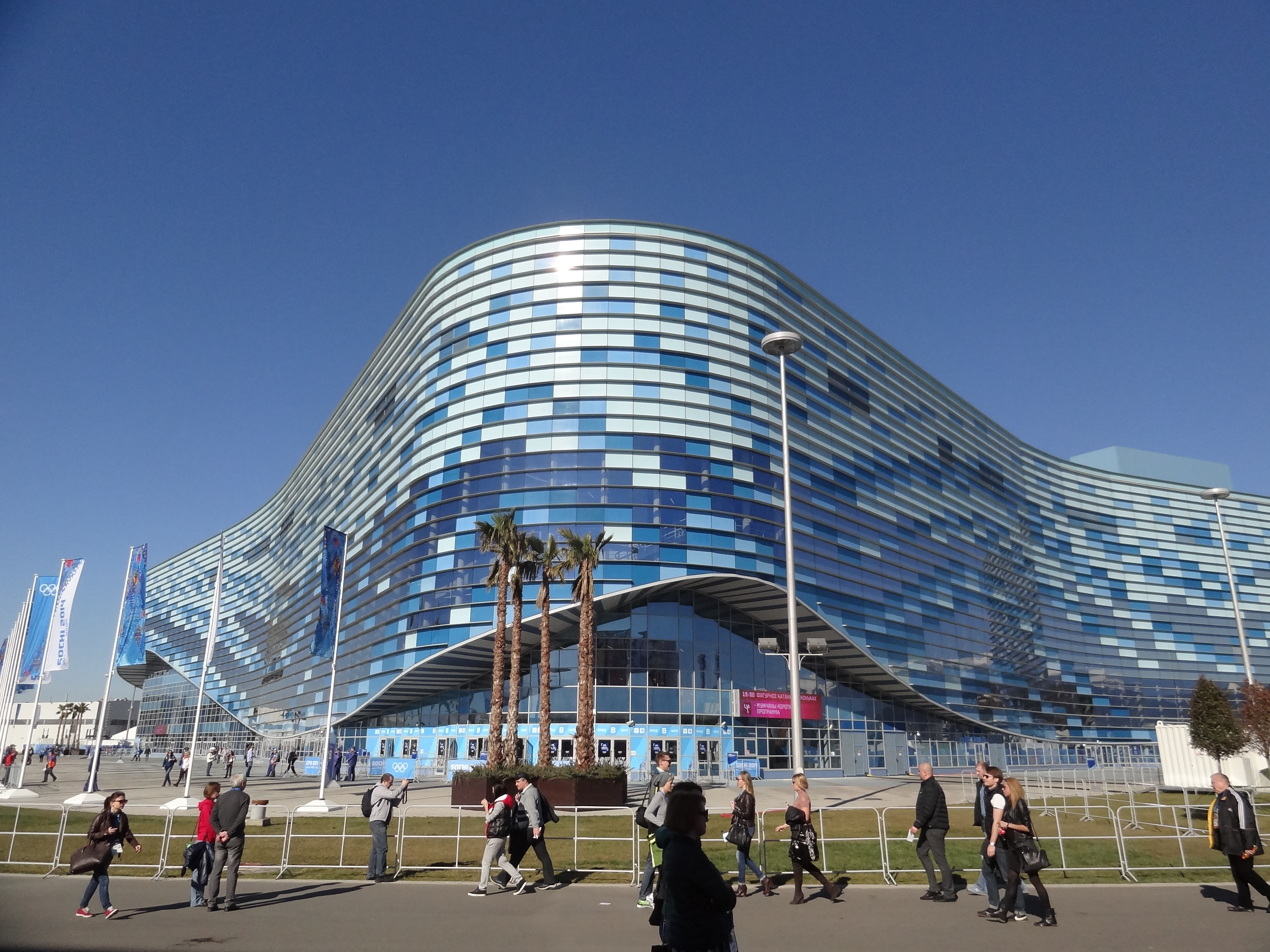
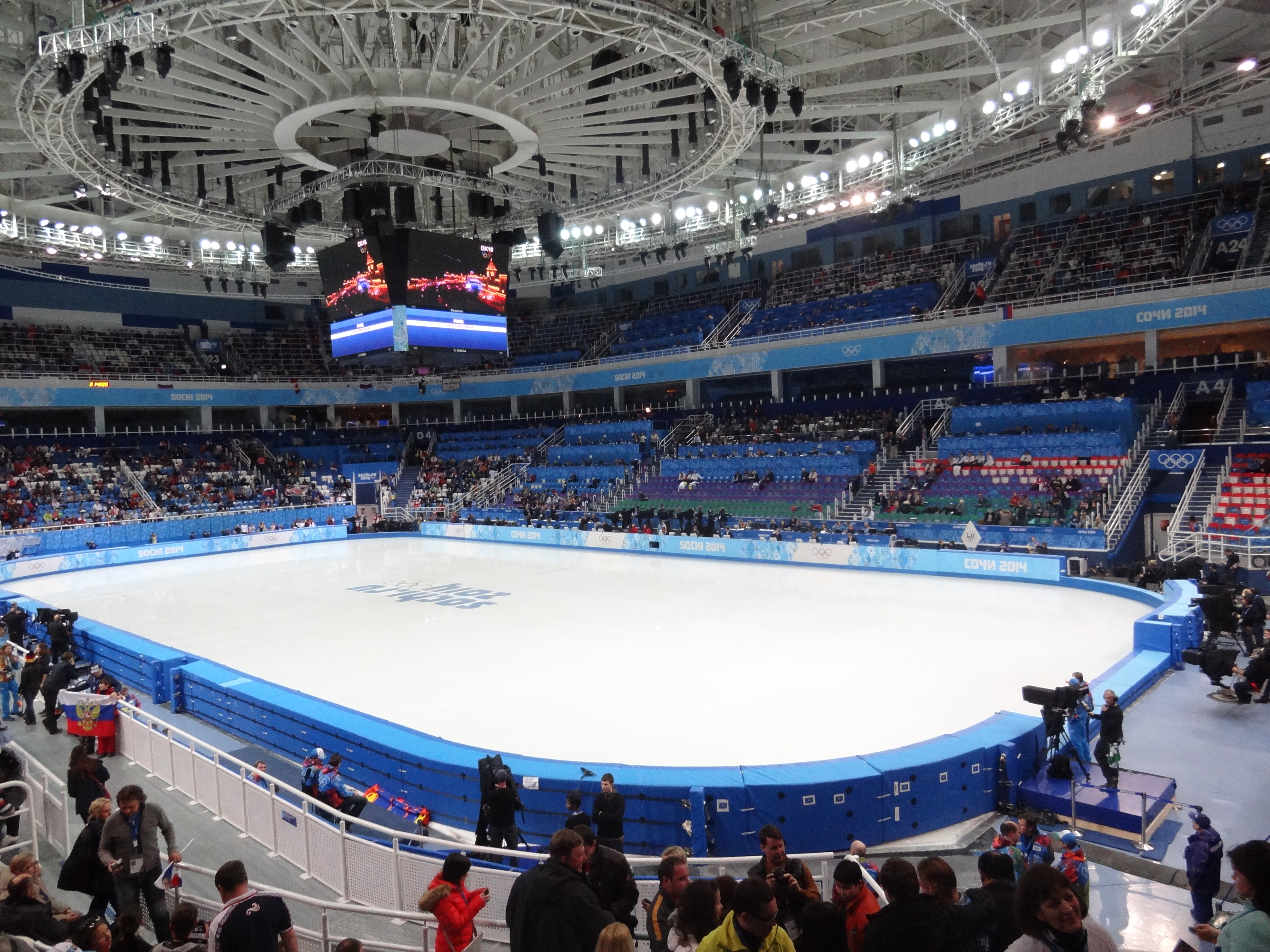
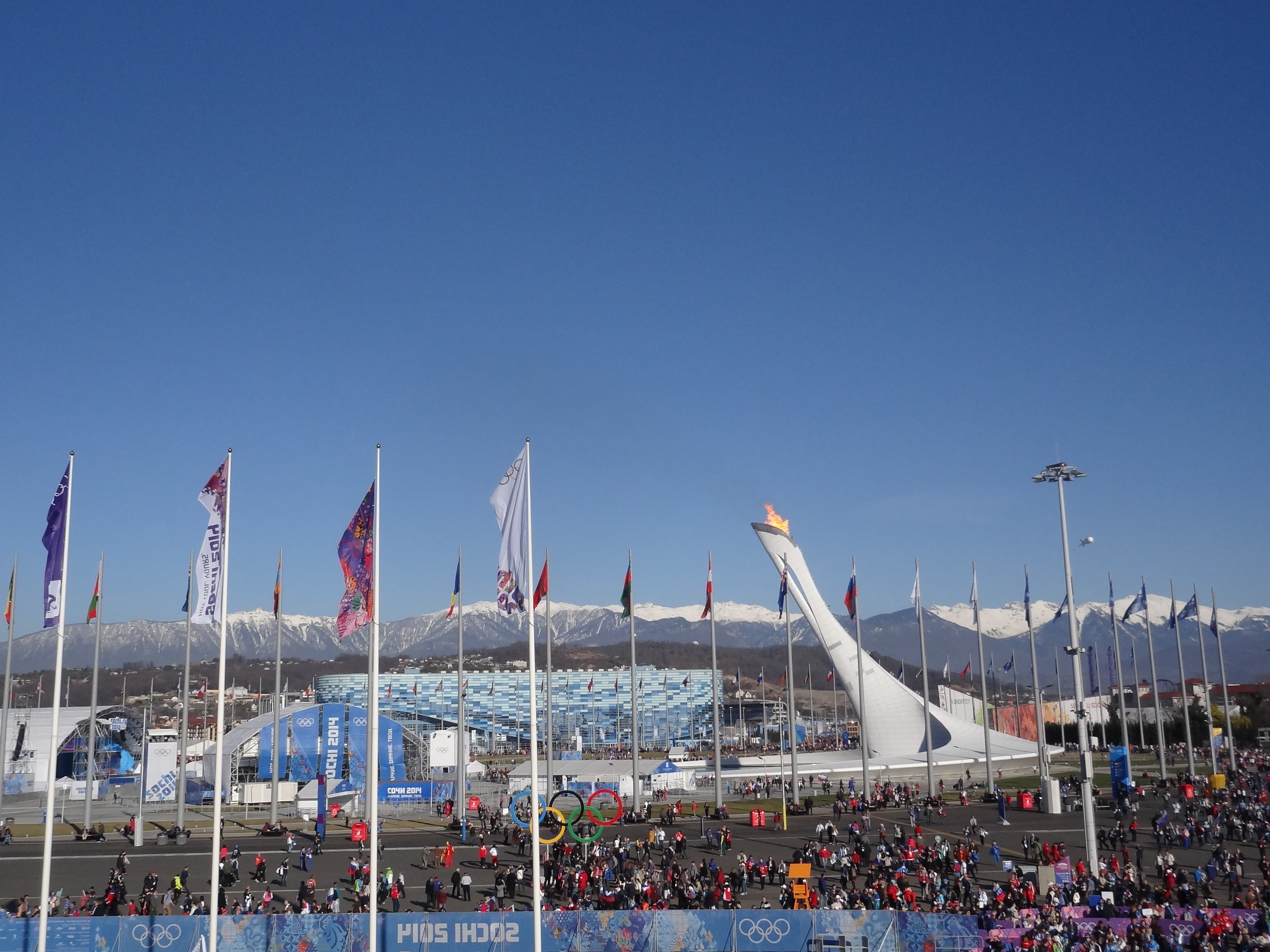

## Тренировочный центр для фигурного катания
Тренировочная арена ледового дворца "Айсберг" — спортивное сооружение, находящееся в Олимпийском парке Сочи рядом с  Дворцом зимнего спорта «Айсберг». Ледовая арена была предназначена для тренировочного процесса команд-участников зимних Олимпийских игр по фигурному катанию, и шорт-треку.
Архитектурно-строительные решения объекта обеспечивают возможность разборки несущих, ограждающих конструкций и оборудования, с последующей транспортировкой их в другой город.
В настоящее время на арене проходят тренировки по фигурному катанию, массовые катания, а также всероссийские и международные соревнования по кёрлингу.